# Fidan Qasimova
Pour les articles homonymes, voir Gasimov.
Fidan Gasimova (azeri: Fidan Əkrəm qızı Qasımova), née le 17 juin 1947 à Bakou, est une soprano d'opéra azerbaïdjanaise, nommée Artiste du peuple de l'URSS en 1988. 

## Biographie
En 1966, elle termine l’école de musique de Bulbul et entre au Conservatoire de musique d'Azerbaïdjan. Diplômée avec des concentrations en violon et voix[Quoi ?], Gasimova continue ses études supérieures au Conservatoire de Moscou. Après avoir obtenu son diplôme, elle retourne à Bakou. En 1973, elle remporte une médaille d'argent dans un concours de jeunes chanteurs à Genève[réf. souhaitée].

### Carrière
En 1974 elle devient soliste au Théâtre académique d'opéra et de ballet de l'Azerbaïdjan. En 1977, elle remporte une médaille d'or lors d'un concours international en Italie. Depuis 1993, Gasimova préside le département vocal de l'Académie de musique Hadjibeyov de Bakou.
En plus de son poste de professeur à l'Académie de musique de Bakou, Gasimova enseigne au Conservatoire d'Istanbul de 1992 à 1998. Elle part en tournée aux États-Unis, en Allemagne, Grande-Bretagne, Suède, Norvège, Suisse, Autriche, Russie, France, Turquie, au Mexique, Danemark, Cuba et dirige des master classes. En 1997, elle reçoit l'Ordre de la Gloire du président de la République d'Azerbaïdjan pour ses réalisations.
La sœur cadette de Gasimova, Khuraman Qasimova, est également cantatrice bien connue et une artiste du peuple d'Azerbaïdjan ; elles se produisent ensemble en Azerbaïdjan et à l'étranger. En octobre 2007, l'un des derniers concerts des sœurs Gasimova a lieu au Conservatoire de Moscou.

## Répertoire
Gasimova interprétait un certain nombre de rôles d'opéras classiques en Azerbaïdjan, en Russie et dans d'autres pays. Ce sont Desdemona dans Otello de Verdi, les rôles-titres dans la Tosca de Puccini et Turandot et Mimi dans La bohème, Micaëla dans Carmen de Bizet, Tatyana dans Eugene Onegin de Tschaikovsky, Nigar dans Koroghlu de Üzeyir Hacıbəyov, Margarita dans Faust et le rôle-titre dans Sévil de F. Amirov et beaucoup d’autres.